# 김광원
김광원(1940년 12월 15일~)은 대한민국의 정치인이다. 제15·16·17대 국회의원을 지냈다.

## 역대 선거 결과
|  | 27.72% |

|  | 50.01% |

|  | 46.21% |